# Neornithes
Underklassen Neornithes, ibland kallade nutida fåglar är arter av klassen Aves som har överlevt fram till historisk tid. Nutida fåglar karakteriseras främst av sin tandlösa näbb då merparten av gruppen förhistoriska fåglar hade just tandförsedda näbbar.

## Taxonomi
Nutida fåglar delas upp i två infraklasser, paleognata fåglar (Paleognathae) vilket är en mindre grupp där merparten saknar flygförmåga, och den större gruppen neognata fåglar (Neognathae) som är mycket variationsrik och omfattar resterande arter. Allmänt anses Neornithes ha utvecklats under Krita-perioden och uppdelningen av de båda kladerna Galloanserae (den grupp som bland annat omfattar Anseriformes) och övriga neognata fåglar skedde före Krita-Tertiär-utdöendet för cirka 65,5 miljoner år sedan. Dock råder det delade meningar om huruvida följande uppdelning i klader skedde före eller efter de övriga dinosauriernas utdöende.
För klassificering se artikeln fåglar

### Fylogeni
Nutida fåglars basala klader baserat på Sibley-Ahlquists taxonomi.
|  | Struthioniformes |
|  |                  |
|  | Tinamiformes     |
|  |                  |

|  | Anseriformes                                                |
|  |                                                             |
|  | \| \| Galliformes \| \| \| \| \| \| Craciformes \| \| \| \| |
|  |                                                             |
|  | Galliformes                                                 |
|  |                                                             |
|  | Craciformes                                                 |
|  |                                                             |

|  | Galliformes |
|  |             |
|  | Craciformes |
|  |             |

|  | Anseriformes                                                |
|  |                                                             |
|  | \| \| Galliformes \| \| \| \| \| \| Craciformes \| \| \| \| |
|  |                                                             |
|  | Galliformes                                                 |
|  |                                                             |
|  | Craciformes                                                 |
|  |                                                             |

|  | Galliformes |
|  |             |
|  | Craciformes |
|  |             |

|  | Struthioniformes |
|  |                  |
|  | Tinamiformes     |
|  |                  |

|  | Anseriformes                                                |
|  |                                                             |
|  | \| \| Galliformes \| \| \| \| \| \| Craciformes \| \| \| \| |
|  |                                                             |
|  | Galliformes                                                 |
|  |                                                             |
|  | Craciformes                                                 |
|  |                                                             |

|  | Galliformes |
|  |             |
|  | Craciformes |
|  |             |

|  | Anseriformes                                                |
|  |                                                             |
|  | \| \| Galliformes \| \| \| \| \| \| Craciformes \| \| \| \| |
|  |                                                             |
|  | Galliformes                                                 |
|  |                                                             |
|  | Craciformes                                                 |
|  |                                                             |

|  | Galliformes |
|  |             |
|  | Craciformes |
|  |             |